# Urophora timberlakei
Urophora timberlakei
 es una especie de insecto del género Urophora de la familia Tephritidae del orden Diptera. 
Blanc y Foote la describieron científicamente por primera vez en el año 1961.